# Haruo Remeliik
Haruo Ignacio Remeliik (1 de junho de 1933 - 30 de junho de 1985) foi um político de Palau e serviu como o primeiro presidente de Palau, com seu mandato de 2 de março de 1981 até seu assassinato em 30 de junho de 1985.

## Carreira
Em 1968, ele ganhou um assento na legislatura de Palau e tornou-se vice-presidente. Em 1970 foi nomeado administrador distrital adjunto do distrito de Palau, que na época fazia parte de um conjunto de ilhas no Oceano Pacifico.
Em 1978 tornou-se membro e mais tarde também presidente da constituinte do país. Dois anos depois em 1980, ele foi eleito pela população como primeiro presidente de Palau, num mandato de quatro anos. no ano de 1984, conseguiu sua reeleição.

## Assassinato
Remeliik foi baleado na entrada de sua casa por um atirador não identificado. Seis meses após o assassinato, dois parentes de Roman Tmetuchl e um homem foram presos tendo possível conexão com o assassinato.
No entanto, eles foram posteriormente liberados e em março de 2000, o ex-candidato presidencial John O. Ngiraked reivindicou a responsabilidade pela conspiração para assassinar Remeliik.